# Alejandro Gómez (Leichtathlet)
Alejandro Gómez Cabral (* 11. April 1967 in Vigo; † 31. Januar 2021 in Zamanes) war ein spanischer Leichtathlet.

## Karriere
Alejandro Gómez konnte bereits in seiner Jugend achtbare Resultate erzielen. Mit einer Zeit von 14:16,7 min stellte er einen spanischen Juniorenrekord über 5000 Meter auf und wurde 1984 Spanischer Juniorenmeister im Crosslauf. Bei den Juniorenweltmeisterschaften 1986 gewann er Silber über 5000 Meter.
Gómez startete bei den Olympischen Sommerspielen 1988 in Seoul im 5000-Meter-Lauf. Allerdings schied er im Vorlauf aus. Auch vier Jahre später wurde Gómez für die Olympischen Sommerspiele in Barcelona nominiert. Dieses Mal startete er über 10.000 Meter, erreichte jedoch auch bei seiner zweiten Olympiateilnahme nicht den Finallauf. Besser lief es in Atlanta 1996, dort belegte er im Finallauf über 10.000 Meter den 15. Rang.
Auch im Marathon- und Crosslauf war Gómez erfolgreich. 1997 belegte er beim Rotterdam-Marathon mit einem neuen spanischen Rekord von 2:07:54 h den zweiten Platz. Bei den Europameisterschaften 1998 und Europameisterschaften 2002 wurde er Fünfter respektive Sechster im Marathonlauf. Bei den Halbmarathon-Weltmeisterschaften 1996 wurde er Achter und gewann mit der Mannschaft die Silbermedaille. Bei den Crosslauf-Weltmeisterschaften konnte er insgesamt drei Bronzemedaillen mit der spanischen Mannschaft gewinnen und wurde mit dieser 1995 und 2001 Europameister.
Auf nationaler Ebene wurde er zweimal Meister im Crosslauf (1989, 1995), fünfmal über 10.000 Meter (1989, 1991, 1993, 1995, 1996) und zweimal im Halbmarathon (1992, 2003).
Bei einem Trainingslauf 2001 starb der Marathonläufer Diego García in seinen Armen an einem plötzlichen Herztod. Gómez schwor sich, sollte er einmal einen Sohn haben, dass er diesen Diego nennen würde. Dies geschah und Gómez benannte ihn nach seinem Trainingspartner.
Am 31. Januar 2021 starb Gómez im Alter von 53 Jahren, sieben Monate nach der Diagnose eines inoperablen Gehirntumors.